# Поле Бродмана 36
Поле Бродмана 36 (міжнародне скорочення — ВА36), відоме також як екторінальне поле 36 — цитоархітектонічно визначений структурний підрозділ скроневої ділянки в корі головного мозку. Його медіальний кордон відповідає приблизно носовій борозні (лат. sulcus rhinalis), а розташоване поле переважно в веретеноподібній звивині (лат. gyrus fusiformis). Цитоархітектонічно поле обмежене латерально і каудально нижнім скроневим полем 20, медіально — перирінальним полем 35 і рострально — темпорополярним полем 38 (людини) (Бродман-1909).
Хоча Корбініан Бродман не знайшов достовірного гомолога поля 36 в мозку мавп Старого Світу, але повідомив, що він спостерігав його у мавп Нового Світу і лемура, однієї з напівмавп (Brodmann-1909).
Разом з Полем Бродмана 35, поле 36 утворює перирінальну кору (лат. cortex perirhinalis).